# Opazovanje ptic
Opazovanje ptic je metoda za opazovanje in proučevanje ptic s prostim očesom ali s pomočjo povečevalne naprave kot je daljnogled. Opazovanje ptic pogosto vključuje zvočne sestavine, ker se mnoge vrste ptic lažje zazna in identificira na podlagi oglašanja kot videza. Večina opazovalcev ptic opravlja to dejavnost predvsem iz rekreativnih ali socialnih razlogov v nasprotju z ornitologi, ki sodelujejo pri raziskovanju ptic in uporabljajo bolj formalne znanstvene metode.